# Gmina Ornontowice
Die Gmina Ornontowice ist eine Landgemeinde im Powiat Mikołowski der Woiwodschaft Schlesien in Polen. Ihr Sitz ist das gleichnamige Dorf (deutsch Ornontowitz) in Oberschlesien.

## Gliederung
Die Landgemeinde Ornontowice hat etwa 6000 Einwohner und umfasst folgende Ortschaften:
- Kolonia Graniczna
- Marzankowice
- Ornontowice
- Solarnia
- Żabik

Dębieńsko kam 1973 zur Gemeinde und wurde vier Jahre später in die Stadt Leszczyny (seit 1992 Czerwionka-Leszczyny) eingemeindet.

## Politik

### Gemeindevorsteher
An der Spitze der Verwaltung steht der Gemeindevorsteher. Seit 2006 war dies Kazimierz Adamczyk. Bei der turnusmäßigen Wahl im April 2024 gab es folgendes Resultat:
- Marcin Kotyczka (Wahlkomitee „Bürgerkomitee der Lokalen Verwaltung“) 56,0 % der Stimmen
- Tadeusz Zientek (Wahlkomitee für Ornontowice) 44,0 % der Stimmen

Damit wurde Amtsinhaber Kotyczka bereits im ersten Wahlgang wiedergewählt.
Die turnusmäßige Wahl im Oktober 2018 führte zu folgendem Ergebnis:
- Marcin Kotyczka (Wahlkomitee „Bürgerkomitee der Lokalen Verwaltung“) 52,4 % der Stimmen
- Kazimierz Adamczyk (Wahlkomitee für die Gemeinden und den Powiat) 47,6 % der Stimmen

Damit wurde Kotyczka bereits im ersten Wahlgang zum neuen Amtsinhaber gewählt.

### Gemeinderat
Der Gemeinderat von Ornontowice besteht aus 15 Mitgliedern, die in Einzelwahlkreisen gewählt werden. Bei der Wahl 2024 wurde folgendes Ergebnis ermittelt:
- Wahlkomitee „Bürgerkomitee der Lokalen Verwaltung“ 51,2 % der Stimmen, 10 Sitze
- Wahlkomitee für Ornontowice 46,1 % der Stimmen, 5 Sitze
- Übrige 2,7 % der Stimmen, kein Sitz

Die Wahl 2018 führte zu folgendem Ergebnis:
- Wahlkomitee „Bürgerkomitee der Lokalen Verwaltung“ 53,3 % der Stimmen, 9 Sitze
- Wahlkomitee für die Gemeinden und den Powiat 46,7 % der Stimmen, 6 Sitze